# Алиса Баттенберг
Викто́рия Али́са Елизаве́та Ю́лия Мари́я Ба́ттенберг (нем. Victoria Alice Elizabeth Julia Marie von Battenberg; 25 февраля 1885, Виндзорский замок, Беркшир, Великобритания — 5 декабря 1969, Букингемский дворец, Лондон) — немецкая принцесса из династии Баттенбергов, супруга греческого принца Андрея и мать принца Филиппа, герцога Эдинбургского, мужа королевы Великобритании Елизаветы II.
Алиса родилась в Виндзорском замке в присутствии своей прабабушки, английской королевы Виктории, и была глухой от рождения. Детство и юность провела в Великобритании, Германии и на Средиземноморье. В 1903 году принцесса вышла замуж за Андрея, принца Греческого и Датского, четвёртого сына короля Греции Георга I. Супруги проживали в Греции до 1917 года, когда большинство членов дома Глюксбургов было изгнано из страны. Через несколько лет семья вернулась на родину, но из-за поражения во второй греко-турецкой войне супругам пришлось уехать во Францию.
В 1930 году Алисе был поставлен диагноз «шизофрения»; супруги к этому моменту разошлись, и принцесса удалилась на несколько лет в швейцарский санаторий, не поддерживая контактов с семьёй. После восстановления здоровья Алиса вернулась в Грецию и посвятила себя благотворительности. Во время Второй мировой войны она осталась на родине мужа, где укрывала от немцев еврейских беженцев. За это она получила звание праведника народов мира. После войны жила в Греции и основала просуществовавший короткое время православный сестринский орден Марфы и Марии.
После установления военной диктатуры чёрных полковников в 1967 году Алиса уехала в Великобританию, где жила в Букингемском дворце по приглашению сына Филиппа и его жены королевы Елизаветы II. Скончалась в 1969 году; сначала принцесса была захоронена в королевской часовне Святого Георгия, а в 1988 году останки, по её завещанию, перенесли в церковь Святой Марии Магдалины в Иерусалиме.

## Ранние годы

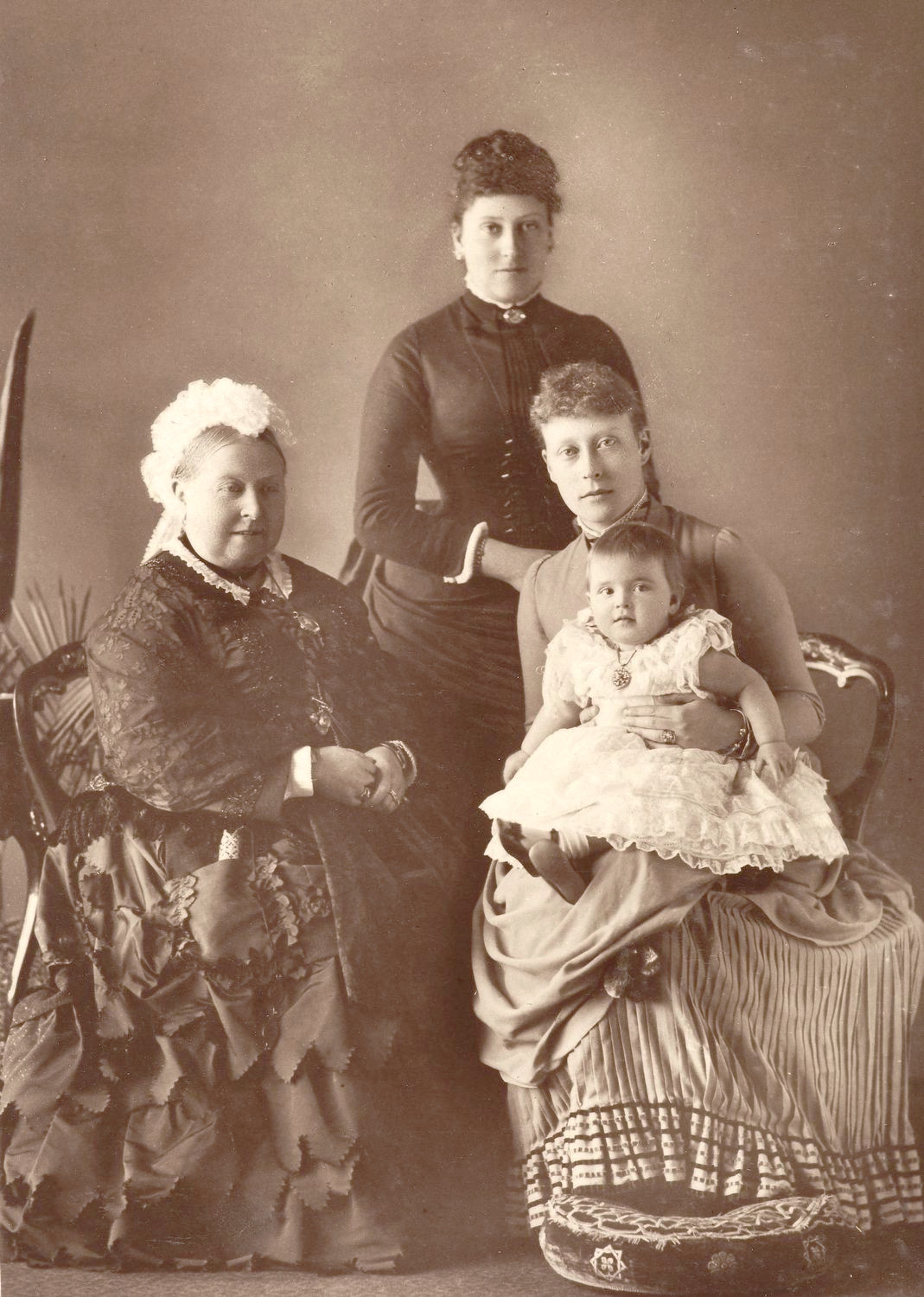
Королева Виктория вместе с дочерью Беатрисой (стоит сзади), внучкой Викторией Гессен-Дармштадтской и правнучкой Алисой

Алиса родилась в Гобеленовой комнате Виндзорского за́мка — резиденции её прабабушки королевы Великобритании Виктории, которая присутствовала при появлении девочки на свет. Новорождённая стала первым из четырёх детей принца Людвига Баттенберга (1854—1921) и принцессы Виктории Гессен-Дармштадтской (1863—1950). Её отец происходил из морганатической ветви Гессенского дома, не имеющей права на герцогский престол. По отцу принцесса была внучкой принца Александра Гессен-Дармштадтского и его супруги княгини Юлии фон Баттенберг; по матери — великого герцога Гессенского Людвига IV и принцессы Алисы, второй дочери английской королевы. Со стороны матери молодая принцесса приходилась племянницей последней русской императрице Александре Фёдоровне.
Крещена под именем Виктория Алиса Елизавета Юлия Мария 25 апреля 1885 года в Дармштадте. Восприемниками принцессы стали принц Александр Гессен-Дармштадтский (дедушка по отцу), княгиня Юлия фон Баттенберг (бабушка по отцу), великий герцог Гессенский (дедушка по матери), королева Виктория (прабабушка), великая княгиня Елизавета Фёдоровна (тётя по матери) и принцесса Мария Эрбах-Шёнбергская (тётя по отцу).
Алиса провела своё детство и юность между Дармштадтом, Лондоном, Югенхаймом и Мальтой, где принц Людвиг был офицером военно-морского флота. В раннем детстве родители обнаружили, что девочка медленно учится говорить и невнятно произносит слова. Принцессе был поставлен диагноз «врождённая глухота». Алиса, которую всячески поддерживала мать, научилась читать по губам и говорить на немецком и английском, позже точно так же выучила французский, а после брака и греческий язык. В 1893 году Алиса была подружкой невесты на свадьбе своего двоюродного дяди, герцога Йоркского Георга (будущего короля и императора Георга V) и принцессы Марии Текской. В начале 1901 года за несколько недель до своего 16-летия девушка посетила похороны своей прабабушки, королевы Виктории, в Виндзорском замке. В этом же году она прошла конфирмацию в англиканской церкви.

## Жизнь в браке

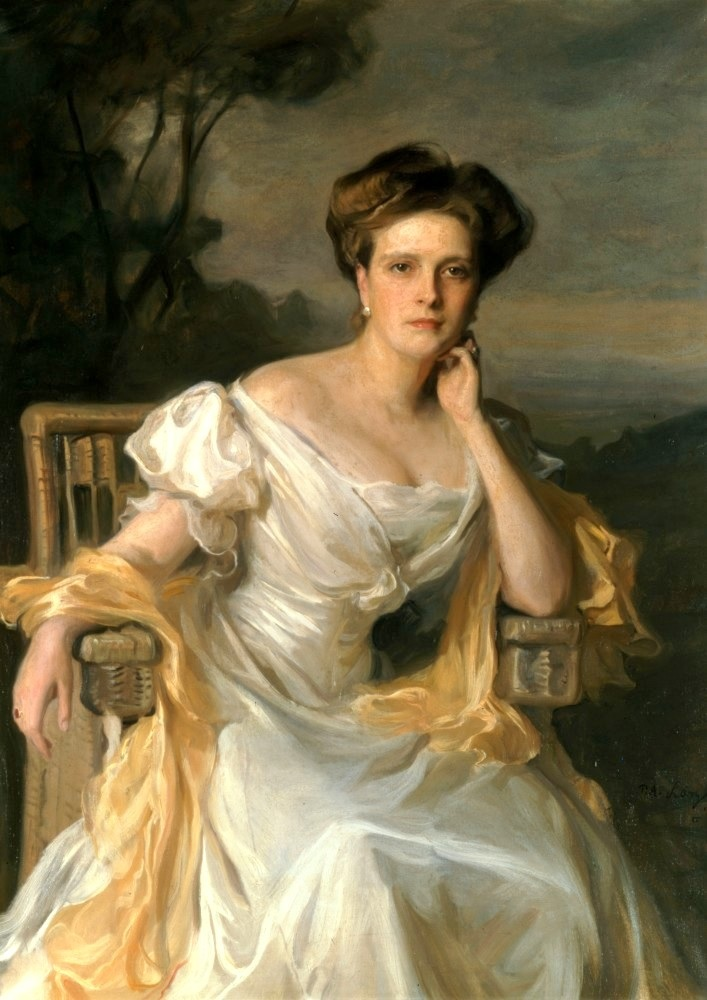
Алиса Баттенберг. Филип де Ласло, 1907 год, Королевская коллекция, Лондон

Алиса встретила своего будущего мужа Андрея, принца Греческого и Датского, на торжествах по случаю коронации короля Эдуарда VII и Александры Датской, проходивших в Лондоне летом 1902 года, где он был представителем греческого королевского дома. Молодой принц был четвёртым сыном короля Греции Георга I и его супруги великой княжны Ольги Константиновны. Гражданская церемония брака прошла 6 октября 1903 года в Дармштадте. На следующий день были проведены две религиозные церемонии, одна лютеранская, другая православная в церкви Святой Марии Магдалины. После брака Алиса приняла титул «Её Королевское Высочество принцесса Греческая и Датская». На свадебных торжествах присутствовали многие потомки королевы Виктории и короля Кристиана IX Датского — деда принца Андрея, прозванного «тестем Европы».
После свадьбы супруги осели в Греции, где Андрей продолжил военную службу, а Алиса занималась благотворительностью и открыла в Афинах школу вышивания. В последующие годы у них родилось четыре дочери и сын. В 1908 году принцесса посетила Российскую империю по случаю свадьбы великой княжны Марии Павловны и шведского принца Вильгельма. Находясь в России, Алиса много общалась со своей тётей, великой княгиней Елизаветой Фёдоровной, которая после убийства мужа ушла от публичной жизни и основала Марфо-Маринскую обитель. В закладке фундамента для будущего женского монастыря приняла участие и Алиса Греческая.
В 1909 году политическая ситуация в Греции привела к государственному перевороту. Афинское правительство отказалось поддержать критский парламент, который призывал объединить Крит (который был ещё номинально частью Османской империи) и Грецию в единое государство. Группа недовольных офицеров сформировала националистическую организацию «Военная лига», что в конечном итоге привело к отставке Андрея из армии и приходу к власти Элефтериоса Венизелоса. Через три года в связи с началом балканских войн Андрей был восстановлен в армии в звании подполковника 3-го кавалерийского полка и руководителя полевого госпиталя. Во время конфликта Алиса работала в госпитале медсестрой и ассистировала при операциях. За её труд в 1913 году король Георг V наградил Алису Королевским красным крестом.

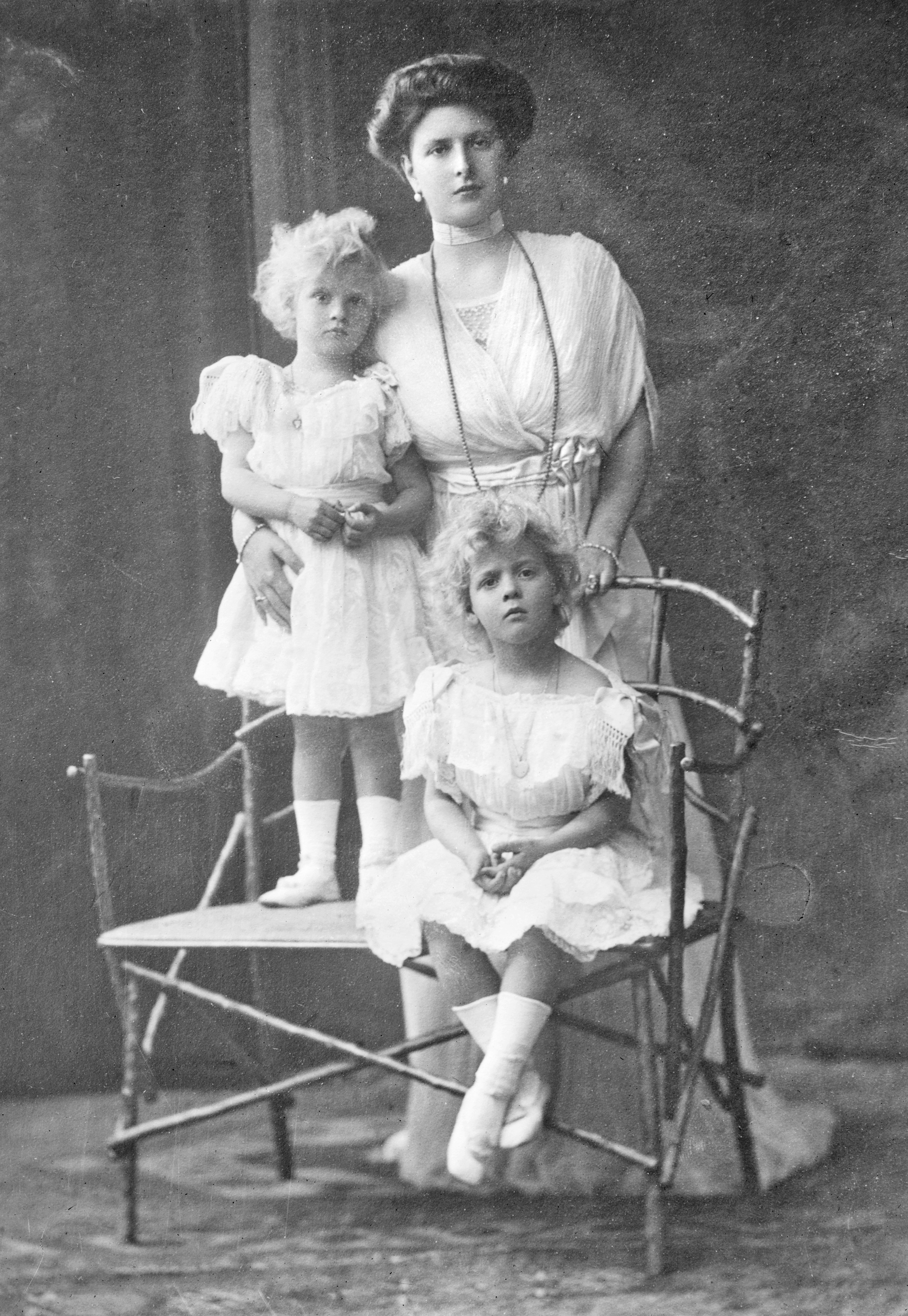
Алиса со старшими дочерьми Маргаритой и Теодорой, ок. 1910 года

С началом Первой мировой войны король Константин I, бывший по убеждениям германофилом, придерживался политики нейтралитета, в то время как правительство Венизелоса выступало за присоединение к противникам Центральных держав. Во время французской бомбардировки Афин 1 декабря 1916 года семья принца Андрея укрылась в подвалах дворца. К июню 1917 года Константин I отрёкся от престола, передав корону своему сыну Александру. Алиса с мужем и детьми и другими родственниками бывшего короля уехали в изгнание и прожили следующие несколько лет в Швейцарии.
События Первой мировой войны во многом повлияли на судьбу родственников Алисы Греческой. Из-за антигерманских настроений в Великобритании отец принцессы, занимавший пост Первого морского лорда, был уволен ввиду его немецкого происхождения. По просьбе короля Георга V члены семьи Баттенберг, проживающие при английском королевском дворе, сменили фамилию на англизированную версию Маунтбеттен и отказались от титула «Их Светлости принцев Баттенберг» 14 июля 1917 года. На следующий день король даровал им английский титул маркизов Милфорд-Хейвен и пэрство Великобритании. В следующем году две тёти принцессы — великая княгиня Елизавета Фёдоровна и императрица Александра Фёдоровна вместе с мужем и детьми Александры погибли от рук большевиков. В конце войны три европейские империи — Австро-Венгерская, Германская и Российская — перестали существовать. Ноябрьская революция в Германии привела к потере гессенского престола дядей Алисы, великим герцогом Эрнстом Людвигом.
В 1920 году после смерти короля Александра I его отец вернулся на престол. Алиса с семьёй снова приехали на родину, где жили на вилле Мон-Репо на острове Корфу, где у них родился сын принц Филипп. Андрей был восстановлен на военной службе в качестве генерал-майора. Во время Второй греко-турецкой войны Андрей командовал II армейским корпусом в битве при Сакарье, которая закончилась поражением греческой армии. 19 сентября 1921 года Андрею был отдан приказ атаковать турецкие позиции. Принц следовал своему плану сражения к большому неодобрению генерала Анастасиоса Папуласа. Турки атаковали, и войска принца вынуждены были отступать. Папулас сделал принцу выговор; Андрей хотел уйти в отставку, но ему было отказано. Принцу предоставили отпуск на два месяца и перевели его в Верховный армейский совет. В марте 1922 года он был назначен командиром 5-го армейского корпуса в Эпире и на Ионических островах. Из-за недовольства результатами войны 11 сентября 1922 года в Греции вспыхнуло восстание. Состоялся «Процесс шести», завершившийся смертным приговором для шести из девяти обвиняемых. Принцу Андрею, старшему командиру в неудавшейся кампании, были предъявлены обвинения в «неповиновении приказам» и «действиях по собственной инициативе». Он был арестован и перевезён с острова Корфу в Афины; через несколько дней над ним состоялся суд, который признал его виновным в инкриминируемых преступлениях, но полное отсутствие у него военного опыта было признано смягчающим обстоятельством, вследствие чего вместо казни его приговорили к пожизненному изгнанию из страны. Вместе с семьёй он покинул Грецию на британском крейсере HMS Calypso. Супруги с детьми поселились в небольшом доме в Сен-Клу на окраине Парижа, который был дан им в пользование принцессой Марией Бонапарт, женой брата Андрея Георга.

## Болезнь

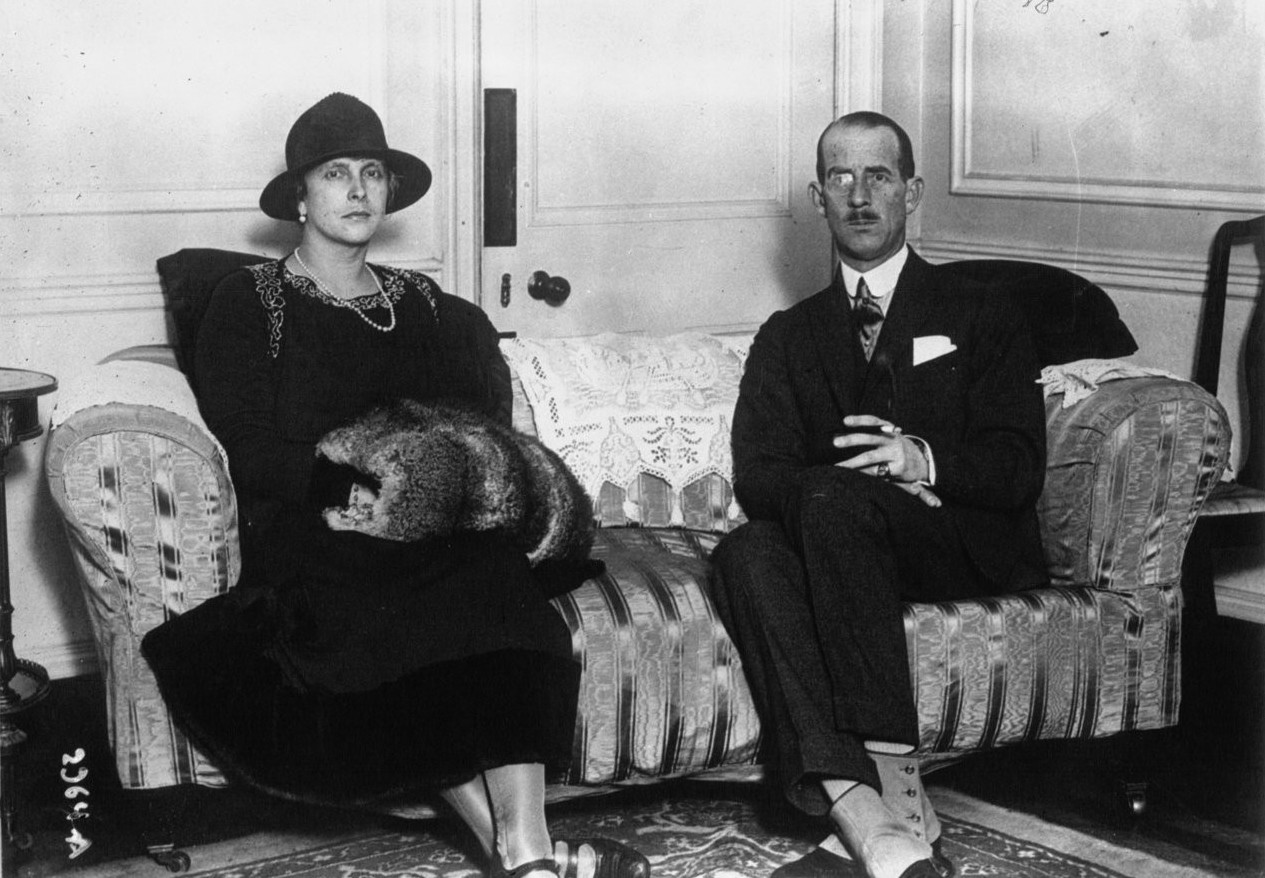
Андрей и Алиса, около 1922 года

Возле своего дома в Париже принцесса Алиса открыла благотворительный магазин, вырученные деньги от которого направляла на помощь греческим беженцам. Став глубоко религиозной, 20 октября 1920 года она перешла в греческое православие. После переезда в Париж супруги отдалились друг от друга; Андрей много времени проводил в Монте-Карло, где у него были любовницы. Зимой 1928—1929 годов Алиса перевела на английский язык записки мужа о его действиях во Второй греко-турецкой войне. Вскоре после этого принцесса заявила, что получает божественные послания и сама обладает целительной силой. В 1930 году она перенесла тяжёлый нервный срыв. Психиатры Томас Росс и сэр Морис Крейг, оказывавший психологическую помощь будущим королям Эдуарду VIII и Георгу VI, поставили ей диагноз «параноидная шизофрения». Этот диагноз был подтверждён немецким психоаналитиком Эрнстом Зиммелем. Принцесса была насильно помещена в швейцарский санаторий в общине Кройцлинген, находившийся под управлением психиатра Людвига Бинсвангера. Одновременно с Алисой там лечился знаменитый русский хореограф и танцовщик Вацлав Нижинский. Бинсвангер также подтвердил диагноз Росса и Крейга. Зигмунд Фрейд считал её галлюцинации результатом сексуальной неудовлетворённости и советовал врачам «облучать яичники, чтобы убить её половое влечение». Принцесса была категорически не согласна с врачами и несколько раз пыталась покинуть лечебницу.
В санатории Бинсвангера принцесса провела два года, после чего была переведена в клинику в итальянском городе Мерано, откуда вскорости выписалась. Несколько лет Алиса инкогнито путешествовала по Центральной Европе. После помещения в санаторий и до конца 1936 года она не поддерживала связей с дочерьми и другими членами семьи, общаясь в этот период лишь со своей матерью Викторией. В 1930—1931 годах все дочери принца Андрея вышли замуж за представителей немецкой аристократии. Ни на одной из свадеб принцесса Алиса не присутствовала. Единственный сын Андрея и Алисы был отправлен к родственникам в Великобританию. 16 ноября 1937 года третья дочь супругов принцесса Сесилия вместе с мужем, двумя сыновьями и свекровью погибла в авиационной катастрофе близ города Остенде в Бельгии, когда самолёт врезался в фабричную трубу. Впоследствии было установлено, что на момент гибели Сесилия была на восьмом месяце беременности. На похоронах присутствовали родители принцессы, которые встретились впервые за шесть лет; похороны также посетили принц Филипп, лорд Луис Маунтбеттен, Август Вильгельм Прусский, Бертольд Баденский и Герман Геринг. После трагедии Алиса воссоединилась с семьёй и в 1938 году вернулась в Грецию, где жила в двухкомнатной квартире недалеко от Музея Бенаки, занимаясь помощью бедным.

## Вторая мировая война

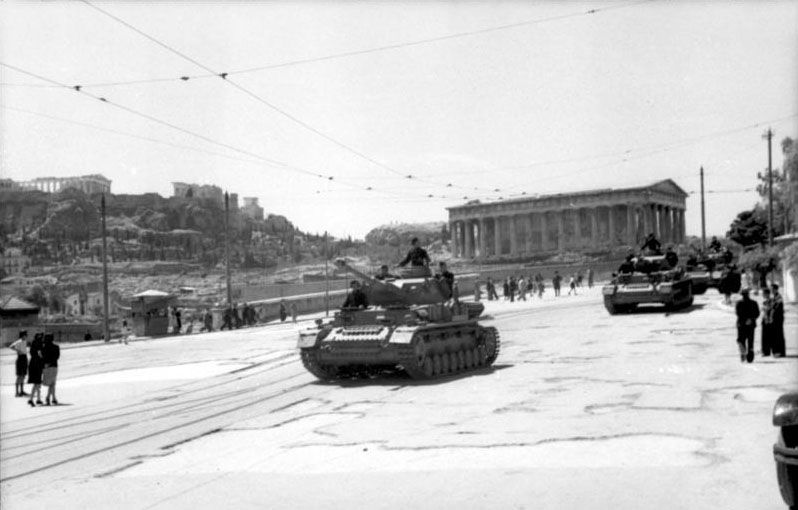
Немецкий танк в Афинах, 1943 год

Когда началась Вторая мировая война, принцесса Алиса вместе со своей снохой, великой княгиней Еленой Владимировной, проживала в Афинах, в то время как большинство членов королевской семьи находились за границей в Южной Африке. Во время войны принцесса Алиса работала в Красном кресте, помогала в организации помощи голодающему населению, а также посещала Швецию под предлогом встречи с сестрой, кронпринцессой Луизой Шведской, чтобы привезти в Грецию необходимое медицинское оборудование и медикаменты. Она организовала два приюта для сирот и бродячих детей и развернула сеть медицинской помощи на несколько кварталов. В это время она переехала из квартиры в трёхэтажный дом своего деверя принца Георга в центре Афин. Зятья принцессы воевали на стороне Германии, а единственный сын во время войны проходил службу в Королевском военно-морском флоте Великобритании. Двоюродный брат Алисы принц Виктор цу Эрбах-Шёнберг служил послом Третьего рейха в Афинах до апреля 1941 года, когда они были оккупированы войсками стран «Оси». Оккупационные силы полагали, что Алиса, будучи немкой по происхождению, была германофилом. Однако когда её посетил немецкий генерал, спросив: «Что я могу сделать для Вас?», она ответила: «Вы можете вывести свои войска из моей страны».
После смещения итальянского диктатора Бенито Муссолини в сентябре 1943 года немецкие войска оккупировали Афины, где нашли прибежище остатки еврейского населения Греции. Большинство греческих евреев (около 60 000 из 75 000) было депортировано в немецкие концлагеря, где только около 2000 человек выжили. На протяжении всего этого времени Алиса прятала в подвале своего дома еврейскую вдову Рахель Коэн и двоих из её пяти детей. Ещё в 1913 году муж Рахель, Хаймаки Коэн, оказывал поддержку королю Георгу I. Со своей стороны король предложил Коэну любую помощь, если она тому понадобится. Через много лет, вспомнив о предложении помощи, сын Хаймаки обратился к принцессе Алисе, невестке короля, с просьбой спасти семью от смерти, что она и выполнила.
Когда Афины в сентябре 1944 года были освобождены, Алису навестил будущий премьер-министр Великобритании Гарольд Макмиллан, описав место, где она жила, как «скромное, чтобы не сказать нищенское». В письме к сыну она сообщала, что «в последнюю неделю перед освобождением у неё не было никакой еды, кроме хлеба и масла, а мяса она не видела уже несколько месяцев». К началу декабря ситуация в столице усугубилась борьбой между англичанами и Народно-освободительной армией Греции за контроль над Афинами. Пока продолжались столкновения, принцесса Алиса получила известие о смерти супруга в Монако от сердечной недостаточности и артериального склероза. Последний раз они виделись в 1939 году. В ходе боёв, когда вводился комендантский час, Алиса настояла на том, чтобы лично разносить еду полиции и голодающим детям, к большому недовольству англичан. Когда ей сказали, что её может убить случайная пуля, она ответила: «Мне говорят, что человек не слышит выстрела, который его убивает, но я в любом случае глухая. Так о чём же волноваться?».

## Вдовство, смерть и погребение
В апреле 1947 года Алиса приехала в Лондон, где присутствовала на свадьбе своего сына Филиппа с принцессой Елизаветой, старшей дочерью и предполагаемой наследницей короля Георга VI и леди Елизаветы Боуз-Лайон. В день свадьбы Филипп получил от короля титулы «Его Королевское Высочество герцог Эдинбургский, граф Мерионетский и барон Гринвичский». Обручальное кольцо для Елизаветы, подаренное Филиппом, украшали несколько бриллиантов, которые Алиса извлекла из своей тиары. Во время проведения свадебной церемонии Алиса Греческая сидела во главе семьи жениха в северной части Вестминстерского аббатства напротив короля и королевы. Было принято решение не приглашать на свадебные торжества родных сестёр принца, чьи мужья воевали против Великобритании на стороне Германии.
В январе 1949 года вдова принца Андрея основала сестринский Орден греко-православных монахинь Марфы и Марии. Орден был подобен тому, какой основала в 1909 году тётя принцессы, великая княгиня Елизавета Фёдоровна. Алиса совершила две поездки в США в 1950 и 1952 годах в попытке собрать средства для его финансирования. Мать принцессы была недовольна действиями дочери и писала: «Что можно сказать о монахине, которая курит и играет в канасту?». В итоге орден был распущен из-за недостатка в финансах. В феврале 1952 года умер король Георг VI и ему наследовала старшая дочь Елизавета. Алиса была в числе гостей, которые присутствовали на её коронации в июне следующего года. Свекровь королевы была одета в двухцветное серое платье, которое обычно носят монахини.
В 1960 году Алиса ездила в Индию по приглашению первого министра здравоохранения страны Амрит Каур, которая была впечатлена интересом принцессы к индийской религиозной культуре и её собственными духовными поисками. Поездка была прервана из-за неожиданной болезни Алисы. Позже она объясняла своё состояние «выходом души из тела». Здоровье свекрови королевы к концу жизни постоянно ухудшалось. В 1957 году скончалась близкая подруга Алисы великая княжна Елена Владимировна, что стало для неё большим ударом. После прихода к власти чёрных полковников принцесса решила покинуть Грецию. В итоге принц Филипп с супругой пригласили Алису жить с ними в Букингемском дворце и весной 1967 года она покинула родину мужа навсегда.

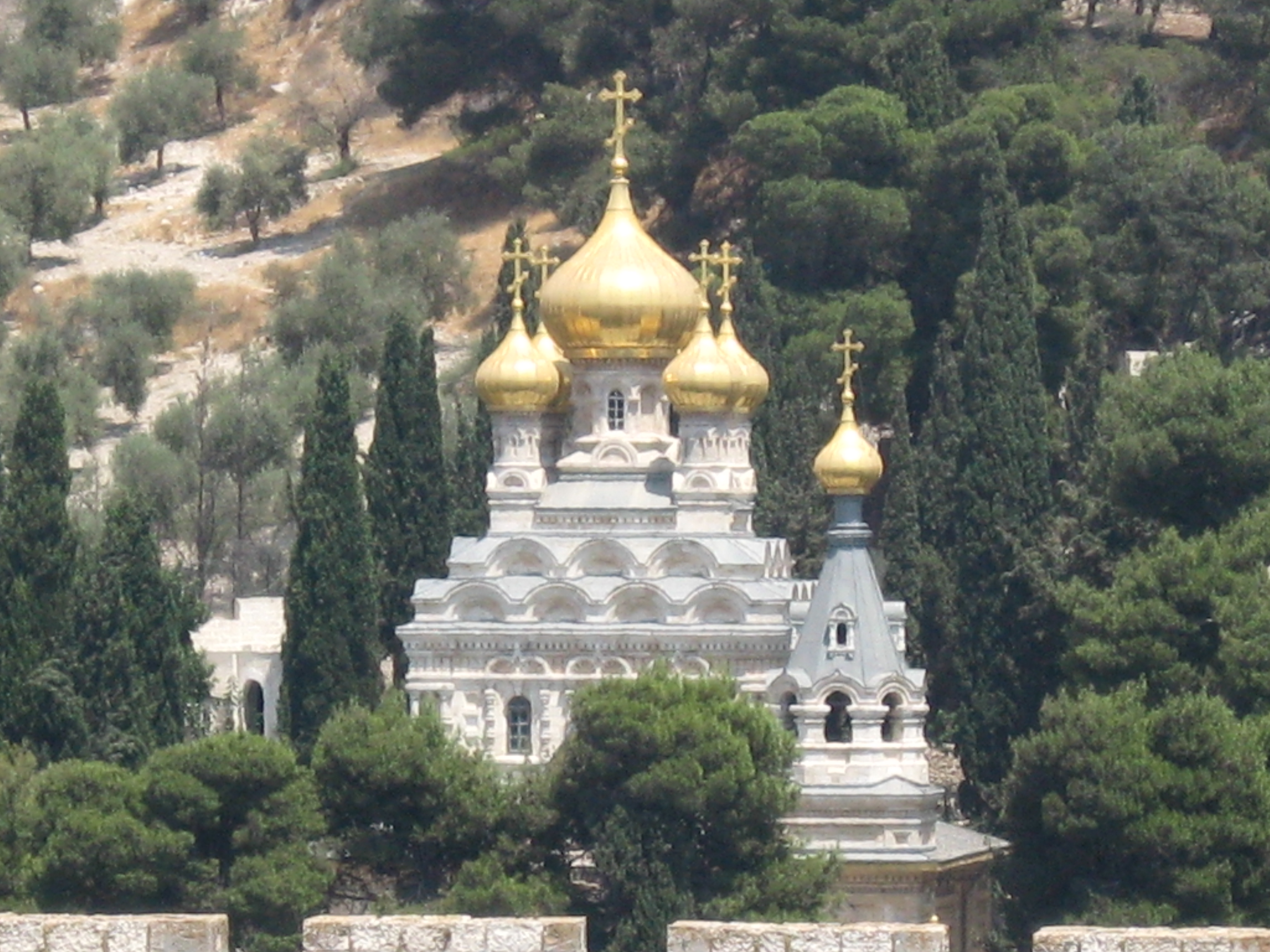
Место захоронения Алисы Баттенберг — церковь Святой Марии Магдалины

Принцесса, до конца жизни сохранявшая ясный ум, редко покидала свои комнаты из-за телесной хрупкости. 5 декабря 1969 года она умерла в Букингемском дворце. Перед смертью мать принца Филиппа выразила желание быть похороненной в Церкви Святой Марии Магдалины, на склоне Елеонской горы в Иерусалиме. В этой церкви с 1921 года покоятся мощи святых преподобномучениц великой княгини Елизаветы Фёдоровны и инокини Варвары. Когда дочь Алисы София пошутила, сказав, что «если мать будет лежать так далеко, то нам нелегко будет её навещать», принцесса ответила: «Чепуха! Там прекрасное автобусное сообщение». Первоначально тело свекрови королевы было помещено в королевскую часовню Святого Георга в Виндзорском замке. Похороны матери принца Филиппа посетило около 40 представителей королевских фамилий, включая членов британской королевской семьи, двух оставшихся в живых к тому времени дочерей, многих её внуков, а также бывшего короля Греции Константина II и Хуана, графа Барселонского. 3 августа 1988 года останки Алисы были перевезены в Иерусалим и захоронены по её желанию в склепе под церковью.
31 октября 1994 года двое из оставшихся в живых детей принцессы, София и Филипп, присутствовали в Иерусалиме, когда Алисе было присуждено почётное звание Праведника народов мира за спасение евреев во время войны. Принц Филипп сказал о действиях своей матери: «Я полагаю, что ей никогда не приходило в голову, что её поступки были чем-то особенным. Она была глубоко верующим человеком, и для неё помогать ближнему в беде было совершенно естественной человеческой реакцией». Он и его сестра София посадили в Яд ва-Шем дерево в память о матери. В 2010 году Алиса Баттенберг была признана британским правительством Героем Холокоста.
В первом сезоне британского сериала «Корона», повествующего о жизни британской королевской семьи, роль Алисы Баттенберг исполнила британская актриса Розалинд Найт; в третьем сезоне её роль играла Джейн Лапотейр.

## Дети
В браке с принцем Андреем Греческим и Датским родилось четыре дочери и сын:
- принцесса Маргарита Греческая и Датская (18.04.1905 — 24.04.1981) — первая праправнучка королевы Виктории, вышла замуж за немецкого князя Готфрида Гогенлоэ-Лангенбургского в 1931 году, имели пятерых детей;
- принцесса Теодора Греческая и Датская (13.05.1906 — 16.10.1969) — супруга принца Бертольда Баденского c 1931 года, имели двух сыновей и дочь;
- принцесса Сесилия Греческая и Датская (22.06.1911 — 16.11.1937) — супруга Георга Донатуса, наследного принца Гессенского с 1931 года, имели двух сыновей и дочь, погибла вместе с мужем, свекровью и двумя сыновьями в авиакатастрофе в 1937 году, была беременна четвёртым ребёнком, останки которого нашли среди обломков самолёта;
- принцесса София Греческая и Датская (26.06.1914 — 3.11.2001) — выходила замуж два раза: первый раз в 1930 году за принца Кристофа Гессенского, имели пятерых детей, после его гибели вышла замуж за принца Георга Вильгельма Ганноверского в 1946 году, имели двух сыновей и дочь;
- принц Филипп Греческий и Датский (10.06.1921 — 9.04.2021) — женился в 1947 году на будущей королеве Елизавете II, дочери короля Георга VI и леди Елизаветы Боуз-Лайон, получил титулы герцога Эдинбургского, графа Мерионетского и барона Гринвичского, имел трёх сыновей и дочь.

## Титулы и генеалогия

### Титулы
- 25 февраля 1885 — 6 октября 1903: Её Высочество принцесса Баттенберг[1][66]
- 6 октября 1903 — 5 декабря 1969: Её Королевское Высочество принцесса Греческая и Датская[66]
- С 1949 года и до конца жизни Алису иногда называли мать-настоятельница Алиса-Елизавета[54]

## Комментарии
1. ↑  Вилла Мон-Репо была унаследована Андреем от своего отца в 1913 году[11].
2. ↑  Виктор цу Эрбах-Шёнберг был сыном тёти и крёстной матери Алисы Марии Баттенберг.